# 電磁的記録
電磁的記録（でんじてききろく）とは、データのことを指す法律用語の一つで、電子的方式、磁気的方式その他人の知覚によっては認識することのできない方式で作られた記録のこと。

## 概要
刑法においては、「電子的方式、磁気的方式その他人の知覚によっては認識することができない方式で作られる記録であって、電子計算機による情報処理の用に供されるもの」（刑法7条の2）と定義され、電子計算機（コンピュータ）で処理可能なデジタルデータを指す。その他、民事訴訟法や電子記録債権法、不動産登記法、商業登記法等においても刑法と同様の定義がなされている。
ただし、情報公開法やその関連条例においては、「電子的方式、磁気的方式その他の知覚によって認識することができない方式で作られた記録をいう。」と定義され、VHSなどのビデオテープやカセットテープなどのアナログデータも電磁的記録に含まれる。その他、日本郵便株式会社のゆうメールにおいても情報公開法と同様の定義がなされている。
電磁的記録を保存するためのフロッピーディスクやCD-ROM、USBメモリ、SSD、HDDなどのコンピュータ用メディアや、キャッシュカードの磁気部分などは電磁的記録媒体と呼ばれ、電磁的記録が保存された電磁的記録媒体を電磁的記録物と呼ぶ。

## 文書との関係
不可視の無形物である電磁的記録は、従来の文書や図画とは異なる概念のものであるため、その扱いは法律によってまちまちである。

### 刑法・民事訴訟法
電磁的記録は、「文書」には当てはまらない。
文書に準ずる物件への準用としては、図面、写真、録音テープ、ビデオテープその他の情報を表すために作成された物件で文書でないものについて準用する（民事訴訟法　第二百三十一条）。
準文書及び証拠説明書の記載については、例としてウェブページを印刷した書面 記載例：「「○○」と題するウェブページを印刷した書面」とある。

### 情報公開法
電磁的記録は、「行政文書」に該当することが明記されている（行政機関の保有する情報の公開に関する法律 第2条第2項）。

### 郵便法
電磁的記録物は、「文書」には当てはまらないため、郵便法に定める「信書」にも該当しない。

### e-文書法
e-文書法では、商法や税法で保管が義務付けられている文書を電磁的記録（電子文書）で保管することを可能にした。

## 刑事法

### 刑法
刑法各本条においては、電磁的記録の不正使用や損壊等の行為を以下のような犯罪類型として規定している。
電磁的記録不正作出及び供用の罪（161条の2）
文書偽造等の罪の特殊類型。
支払用カード電磁的記録に関する罪（163条の2 - 163条の5）
有価証券偽造等の罪の特殊類型。
不正指令電磁的記録に関する罪（168条の2、168条の3）
コンピュータウイルス等の作成や提供等を内容とする。
電子計算機損壊等業務妨害罪（234条の2）
業務妨害罪の特殊類型。
電子計算機使用詐欺罪（246条の2）
詐欺罪の特殊類型。詐欺罪は「相手が自然人の場合」にしか成立しないため規定された。

### 刑事訴訟法
電磁的記録は、外部からの可読性を欠くため、その捜索、差押が令状主義との関係で問題になることがある。